# أشباح (فلم 1998)
أشباح (بالإنجليزية: Phantoms) هو فيلم خيال علمي ورعب مُقتبس من رواية دين كونتز التي نُشرت عام 1983. الفيلم من إخراج جوي شابيل، وسيناريو كونتز، وبطولة بيتر أوتول، وروز مكغوان، وجوانا جوينج، وييف شرايبر، وبن أفليك، ونيكي كات، وكليفتون باول. تم إصدار الفيلم عام 1998.

## وصلات خارجية
- مقالات تستعمل روابط فنية بلا صلة مع ويكي بيانات